# Teofil Codreanu
Teofil Codreanu  (n. 1 februarie 1941, București, România – d. 10 ianuarie 2016, București, România) a fost un fotbalist român care a jucat la Rapid București și pentru echipa națională de fotbal a României.

## Biografie
Teofil Codreanu s-a născut pe 1 februarie 1941 in București. A jucat timp de 12 ani la Rapid București, jucând 258 de meciuri pentru formatia din Giulesti si marchand de 39 de ori. În 1986 s-a intors la Rapid din poziția de antrenor dar nu a stat, plecând în acelasi an. I s-a mai zis și „Nemuritorul”, după un serial cu același nume difuzat de TVR în anii 70, aceasta datorită asemănării sale fizice cu actorul principal, Christopher George. A locuit într-un bloc, OD15 din strada Compozitorilor, aflat la doi pași de stadionul Steaua și care avea cea mai mare parte a apartamentelor alocată angajaților din ministerul Forțelor Armate și cel al Afacerilor Interne.

## Caracteristici technice

### Jucator
Rapid și tehnic, a suferit de la scoruri strânse, cu toate acestea a coborât și în apărare pentru a începe din nou acțiunea de atac, unde s-a făcut apoi periculos batând cornere și lovituri libere: în acest sens rămâne în amintesc unul dintre golurile lui dintr-o lovitură liberă. Avea alura perfectă pentru a fi extremă clasică, într-o perioadă când se împământenise sistemul 1-4-2-4. În pofida unui fizic ce părea mai degrabă firav, a avut o mare rezistență fizică, dublată de o bună tehnică în regim de viteză și un bun simț tactic. Așa că nu-i era greu să zboare pur și simplu pe banda stângă către porțile adverse.

## Cariera

### Jucator

#### Club

##### Inceputul

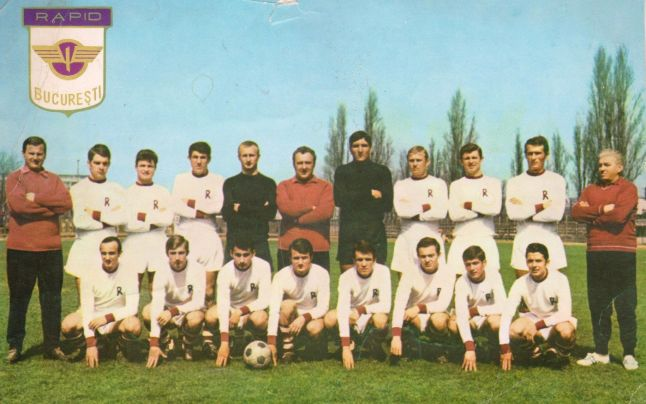
Echipa ceea care a câștigat Campionatul in 1967

Primii pași în fotbal avea să-i facă nu la Rapid, ci la un club rival, Steaua (la acea vreme CCA), unde însă nu avea să stea prea mult, în 1959 ajungând la o echipă mică, Aeronautica. De-acolo a fost remarcat și adus încă de junior la Rapid, unicul club la care a jucat în cariera sa de senior.

##### Rapid București și retragere
A debutat în Divizia A pe data de 18 martie 1962 într-un meci Minerul Lupeni – Rapid terminat cu un egal 1-1, acesta jucând tot meciul si impresionand prin stilul caracteristic de extrema stânga. La debutul în Cupa Campionilor, rapidiștii au întâlnit pe Trakia (Botev) Plovdiv. Au cedat în Bulgaria, 0-2, apoi au întors rezultatul, 3-0 pe fostul „23 August”, la capătul unei prestații formidabile a lui Codreanu. Acesta a înscris de două ori și a creat alte ocazii, stârnind delirul în tribune. După meciul din Cupa Campionilor cu Juventus Torino unde „fevoriarii” au chinuit starurile lui Juventus încât, la finalul meciului tur, oficialii piemontezi s-au interesat în ce condiții ar putea să-i achiziționeze pe Constantin Jamaischi și pe Teofil Codrean. Primul evoluase extraordinar în acea partidă, iar pe Teo îl remarcaseră și în turul precedent al competiției prin jocul sau de picioare si viteza cu care se combina si miscarile frirave a mingi de la piciorul său. Transferul la Juventus nu s-a făcut din rațiuni ușor de intuit. Nici al lui Teo, nici al lui Jamaischi.
Conducerea de partid și de stat nu putea accepta ca valorile noastre să evolueze pentru o formație din „putredul Occident”. Iar jucătorilor le-a fost frică să rămână în Italia.
Ultima partidă în Divizia A a disputat-o pe data de 20 iunie 1973 intr-un meci SC Bacău - Rapid 2-1, după aceea acesta s-a retras si a continuat in staful Rapidul, unde a continuat și chiar nu a fost plătit în anumite rânduri. A fost om de bază în 1967, când Rapid a câștigat primul titlu oficial de campioană a României. Dar în cei 12 ani în care a jucat pentru gruparea vișinie, Teofil Codreanu a evoluat în 11 meciuri și în Cupele Europene, marcând și trei goluri. A jucat în toate competițiile UEFA: Cupa Campionilor, Cupa Cupelor și Cupa UEFA. A evoluat chiar împotriva marelui Juventus! A fost component al echipei care a cucerit și Cupa României în 1972 și se poate vorbi despre el ca și despre un internațional român, având în vedere cele trei selecții de la echipa națională.
Firește, ele ar fi fost și mai multe dacă Teofil Codreanu nu ar fi jucat la Rapid, ci la echipele dragi puterii. Chiar și așa, statutul său în istoria Rapidului este unul de necontestat.
Teofil Codreanu a bifat o selecție pentru echipa națională a României. 

### Antrenor

#### Club

##### Rapid Bucuresti
Ca antrenor, cea mai mare parte a timpului a petrecut-o la centrul de juniori și copii de la Rapid. A fost însă și secund, ba chiar și principal în Divizia A la gruparea giuleșteană, pentru 7 meciuri în sezonul 1986-87. Dar a activat și la alte echipe, toate de la Divizia B în jos, precum Mecanică Fină București (1979-1981), Unirea Răcari (1981-1983), CSM Borzești (1983-1984) și Metalul Rădăuți (1984-1986).

## Statistici

### Apariții și goluri la club
```
Anul 	         Echipa 	       Loc 	Meciuri	Goluri
1956 - 1959 	CCA București 	- 	- 	0
1959 - 1961 	Rapid București 	- 	- 	0
1961 - 1962 	Rapid București 	5A 	12 	2
1962 - 1963 	Rapid București 	8A 	12 	2
1963 - 1964 	Rapid București 	2A 	21 	7
1964 - 1965 	Rapid București 	2A 	26 	6
1965 - 1966 	Rapid București 	2A 	24 	3
1966 - 1967 	Rapid București 	1A 	23 	2
1967 - 1968 	Rapid București 	9A 	22 	2
1968 - 1969 	Rapid București 	3A 	29 	6
1969 - 1970 	Rapid București 	2A 	29 	2
1970 - 1971 	Rapid București 	2A 	27 	6
1971 - 1972 	Rapid București 	10A 	27 	1
1972 - 1973 	Rapid București 	13A 	6 	0

```

## Palmares

### Jucător

#### Club

##### Competiții naționale
- Campionatul Romaniei : 1

Rapid București: 1966–1967

##### Competiții internaționale
- Cupa Balcanilor: 2

Rapid București: 1963–1964, 1964–1966
- Cupa Europeană a echipelor feroviare: 1

Rapid București: 1968